# Naissance en 997
Naissance
- 993
- 994
- 995
- 996
- 997
- 998
- 999
- 1000
- 1001

Cette page dresse une liste de personnalités nées au cours de l'année 997  :
- Alain III, duc de Bretagne.
- Gyalsé, seigneur tibétain de la tribu des Hehuang， qui, pendant l'ère de la fragmentation (IXe siècle — XIe siècle), gouverne une confédération centrée autour de Zonggecheng, située principalement dans la région de l'actuelle province du Qinghai avec une partie du corridor du Hexi, dans l'actuel Gansu.
- Rhys ap Tewdwr, roi de Deheubarth.

## Crédit d'auteurs
- Cet article est partiellement ou en totalité issu de l'article intitulé « 997 » (voir la liste des auteurs).